# Commaladera alluaudi
Commaladera alluaudi är en skalbaggsart som beskrevs av Moser 1915. Commaladera alluaudi ingår i släktet Commaladera och familjen Melolonthidae. Inga underarter finns listade i Catalogue of Life.